# Janja Gora
Janja Gora és un poble a 9 km al nord-est de Plaški (comtat de Karlovac, Croàcia) i que forma part del mateix municipi. El seu nom històric és Tuk. Eclesiàsticament, forma part de l'Eparquia de Karlovac Superior de l'Església Ortodoxa Sèrbia.